# Bubble Gang
Bubble Gang är en filippinsk komediserie som premiär den 20 oktober 1995 på GMA Network. Det är det längsta löpande sketch/komediprogrammet på Filippinerna.

## Rollista (i urval)
- Michael V. (sedan 1995)
- Antonio Aquitania (sedan 1995)
- Diego Llorico (sedan 1996)
- Myka Flores (sedan 1997)
- Boy 2 Quizon (sedan 2003)
- James Ronald Obeso (sedan 2008)
- Rodfill Obeso (sedan 2008)
- Paolo Contis (sedan 2010)
- Jackie Rice6 (sedan 2010)
- Chariz Solomon (sedan 2010)
- Betong Sumaya (sedan 2012)
- Sef Cadayona (sedan 2012)
- Mikael Daez (sedan 2012)
- Andrea Torres (sedan 2012)
- Denise Barbacena6 (sedan 2013)
- Juancho Trivino6 (sedan 2013)
- Valeen Montenegro (sedan 2015)
- Kim Domingo (sedan 2015)
- Arra San Agustin (sedan 2016)
- Analyn Barro (sedan 2016)
- Jay Arcilla (sedan 2016)
- Jak Roberto (sedan 2016)
- Ashley Rivera (sedan 2017)
- Mikoy Morales (sedan 2017)
- Lovely Abella (sedan 2017)
- Archie Alemania (sedan 2017)
- Arny Ross (sedan 2013)